# Wyoming Hereford Ranch Reservoir Number 2
Wyoming Hereford Ranch Reservoir Number 2 ist ein Stausee im Laramie County im äußersten Südosten des US-Bundesstaates Wyoming. Er befindet sich etwa 15 Kilometer östlich von Cheyenne. Speisefluss ist der Crow Creek.